# Липовский сельский округ (Калининградская область)
Липовский сельский округ находился в юго-восточной части Гусевского района, Калининградской области с 1947 по 2008 гг. и, в результате муниципальной реформы, вошёл в состав Калининского сельского поселения, позже также упразднённого.
| Послевоенное название | Довоенное (немецкое) название           | Литовское название | Координаты                      |
| --------------------- | --------------------------------------- | ------------------ | ------------------------------- |
| Калининское           | Augstupönen, с 1938 г. Hochfließ        | Aukštupėnai        | 54°33′11″ с. ш. 22°16′08″ в. д. |
| Липово                | Kulligkehmen, с 1938 г. Ohldorf         | Kulikemis          | 54°34′13″ с. ш. 22°13′33″ в. д. |
| Мичуринское           | Kulligkehmen, с 1938 г. Ohldorf         | Kulikemis          | 54°33′35″ с. ш. 22°13′45″ в. д. |
| Новостройка           | Grünweitschen, с 1938 г. Grünweiden     | Grinvaičiai        | 54°32′16″ с. ш. 22°19′02″ в. д. |
| Ольховатка            | Walterkehmen, с 1938 г. Großwaltersdorf | Valterkiemis       | 54°30′15″ с. ш. 22°17′09″ в. д. |
| Яровое                | Gertschen, с 1938 г. Gertenau           | Gerčiai            | 54°32′20″ с. ш. 22°14′13″ в. д. |

- Населённые пункты, существующие как часть другого населённого пункта:

| Послевоенное название | Расположен на территории | Довоенное (немецкое) название                 | Литовское название | Координаты                      |
| --------------------- | ------------------------ | --------------------------------------------- | ------------------ | ------------------------------- |
| хут. Беззубинский     | Липово                   | Naujeningken, с 1938 г. Neuhufen              | Naujeninkai        | 54°33′53″ с. ш. 22°12′43″ в. д. |
| Красноречье           | Липово                   | -                                             | -                  | 54°34′00″ с. ш. 22°14′04″ в. д. |
| Ольховатка (юг)       | Ольховатка               | Groß Tellitzkehmen, с 1938 г. Tellrode        | Telyčkaimis        | 54°29′47″ с. ш. 22°17′40″ в. д. |
| Ольховатка (центр)    | Ольховатка               | Klein Tellitzkehmen, с 1938 г. Klein Tellrode | Telyčkaimis        | 54°30′03″ с. ш. 22°17′44″ в. д. |

- Ныне несуществующие населённые пункты:

| Послевоенное название | Довоенное (немецкое) название                            | Литовское название | Координаты                      |
| --------------------- | -------------------------------------------------------- | ------------------ | ------------------------------- |
| Аксёново              | Alt и Neu Maygunischken, с 1938 г. Erlengrund            | Maiguniškiai       | 54°29′03″ с. ш. 22°13′47″ в. д. |
| Башня                 | gut Serpenten                                            | Serpentai          | 54°34′12″ с. ш. 22°15′28″ в. д. |
| Валуйское             | Kuttkuhnen, с 1938 г. Eggenhof                           | Kutkulniai         | 54°33′00″ с. ш. 22°10′00″ в. д. |
| Вороново              | Nestonkehmen, с 1938 г. Schweizertal                     | Nestonkaimis       | 54°32′17″ с. ш. 22°16′20″ в. д. |
| Грушевка              | Wilkoschen, с 1938 г. Wolfseck                           | Vilkošiai          | 54°34′00″ с. ш. 22°11′00″ в. д. |
| Дежнёво               | Szurgupchen, с 1936 г. Schurgupchen, с 1938 г. Sprindort | Žirgučiai          | 54°31′38″ с. ш. 22°19′01″ в. д. |
| Коврово               | Alt Grünwalde                                            | Senasis Žalgiris   | 54°33′57″ с. ш. 22°18′30″ в. д. |
| Коврово               | Sodinehlen, с 1938 г. Jägersfreude                       | Sodinėliai         | 54°34′07″ с. ш. 22°20′16″ в. д. |
| Пугачёво              | Groß Wilken                                              | Vilkai             | 54°32′00″ с. ш. 22°10′00″ в. д. |
| Рощино                | Lutzicken, с 1938 г. Lutzen                              | Lucikai            | 54°30′55″ с. ш. 22°09′04″ в. д. |
| Рязановка             | Girnen                                                   | Girnos             | 54°30′38″ с. ш. 22°14′10″ в. д. |